# Polynoncus hemisphaericus
Polynoncus hemisphaericus is een keversoort uit de familie beenderknagers (Trogidae). De wetenschappelijke naam van de soort is voor het eerst geldig gepubliceerd in 1876 door Burmeister.